# Suissensee
Der Suissensee, auch Süßensee, Gröllsee oder Steinsee, ist ein kleiner Bergsee im Salzkammergut im Gemeindegebiet von Sankt Gilgen im österreichischen Bundesland Salzburg. Der See liegt am Nordfuß des Schafbergs auf rund 1385 m ü. A. Der Suissensee befindet sich im Besitz der Österreichischen Bundesforste.

## Beschreibung
Der Suissensee ist ein abflussloser Trogsee und hat keine dauernden oberirdischen Zu- und Abflüsse. Der
See wird wahrscheinlich hauptsächlich von Schmelzwasser gespeist. Geröllhalden reichen bis an das Südufer. 

## Geologie
Der Suissensee liegt in einer Geländemulde aus Plattenkalk, auf diesem haben sich Moränenreste gesammelt, die den Untergrund des Sees abdichten.